# Ditizona
La ditizona (difeniltiocarbazona) es un compuesto organosulfurado de estructura similar a las carbazidas, de aspecto pulverulento y color azul-violeta muy oscuro, casi negro. Reacciona con numerosos metales pesados formando compuestos de coordinación tipo quelato en los que actúa como ligando. Dichos quelatos son fuertemente coloreados y solubles en disolventes orgánicos como el tetracloruro de carbono y el coloroformo, por lo que la ditizona tiene amplio uso en análisis químico espectrofotométrico o para la separación y preconcentración por extracción líquido-líquido de metales pesados, como el plomo, el talio  y el mercurio.
La ditizona se puede preparar haciendo reaccionar fenilhidrazina con disulfuro de carbono, seguida de una reacción con hidróxido de potasio.

## Propiedades
La ditizona es muy poco soluble en agua a valores de pH inferiores a 7, aunque se disuelve en medio alcalino, formando una solución naranja. Es muy soluble en solventes orgánicos no polares o poco polares como hidrocarburos, cloroformo o tetracloruro de carbono, con los que forma soluciones verdes en equilibrio cetoenólico. 
En estado sólido tiene aspecto pulverulento y un color azulado muy oscuro, próximo al negro. Presenta punto de fusión a 165-169 °C.
Presenta propiedades ácido-base, con dos posibles protonaciones posibles (H2Dz), aunque en la práctica actúa como un ácido monoprótico hasta pH = 12 (pKa1 = 4,8) ya que la segunda protonación, tiene una constante de acidez extremadamente baja, inferior a 10-14 (pKa2 > 15).

## Aplicaciones
La ditizona tiene un amplio uso en el análisis químico espectrofotométrico, ya que forma complejos tipo quelato fuertemente coloreados con numerosos iones metálicos entre los que se incluyen Ag+, Au3+, Bi3+, Cd2+, Co2+, Cu2+, Fe2+, Hg2+, Ni2+, Pb2+, Pd2+, Zn2+, Mn2+, Ga3+ y Tl+, entre otros. Los complejos de ditizona con estos iones metálicos son poco solubles en medio acuoso, a la vez que si lo son en ciertos disolventes orgánicos como el tetracloruro de carbono o el cloroformo, por lo que la determinación fotométrica o colorimétrica de estos iones siempre se realiza previa extracción en alguno de los disolventes indicados. La solubilidad del complejo y su extractabilidad está determinada por el pH de la disolución acuosa, debido a las propiedades ácido-base de la ditizona, de forma que algunos iones metálicos, como Cd2+, Pb2+, Zn2+ y Tl+ solo se extraen en su totalidad a pH básico. Esto permite, además, que se pueda utilizar la extracción líquido-líquido por formación de complejos con ditizona a pH controlado, como procedimiento de preparación analítica, para eliminar interferentes que afecten al análisis o para concentrar trazas de metales pesados hasta una concentración que permita su posterior análisis.

La ditizona también se utiliza para evaluar la pureza de las preparaciones de islotes pancreáticos (islotes de Langerhans) humanos utilizados para el trasplante en pacientes con diabetes tipo 1. La ditizona se une a los iones de zinc presentes en las células beta de los islotes y, por lo tanto, tiñe los islotes de rojo. El tejido exocrino también presente en las preparaciones no se une a la ditizona, por lo que queda sin teñir. 

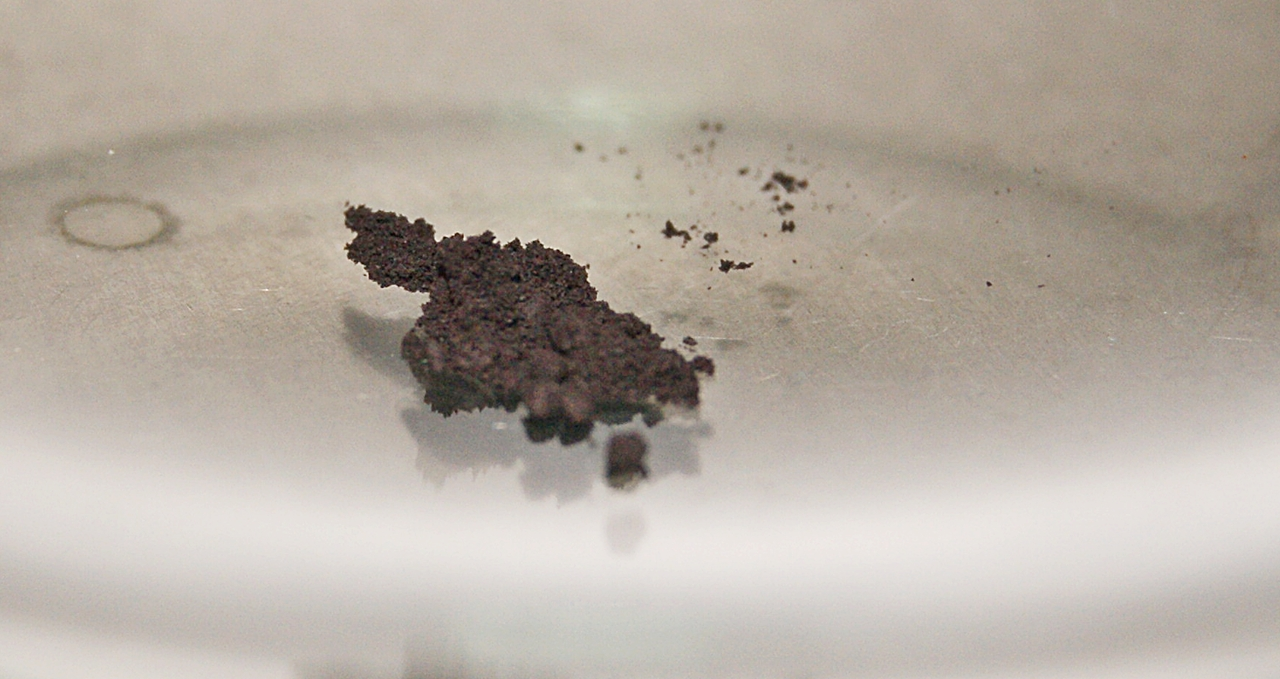
Ditizona
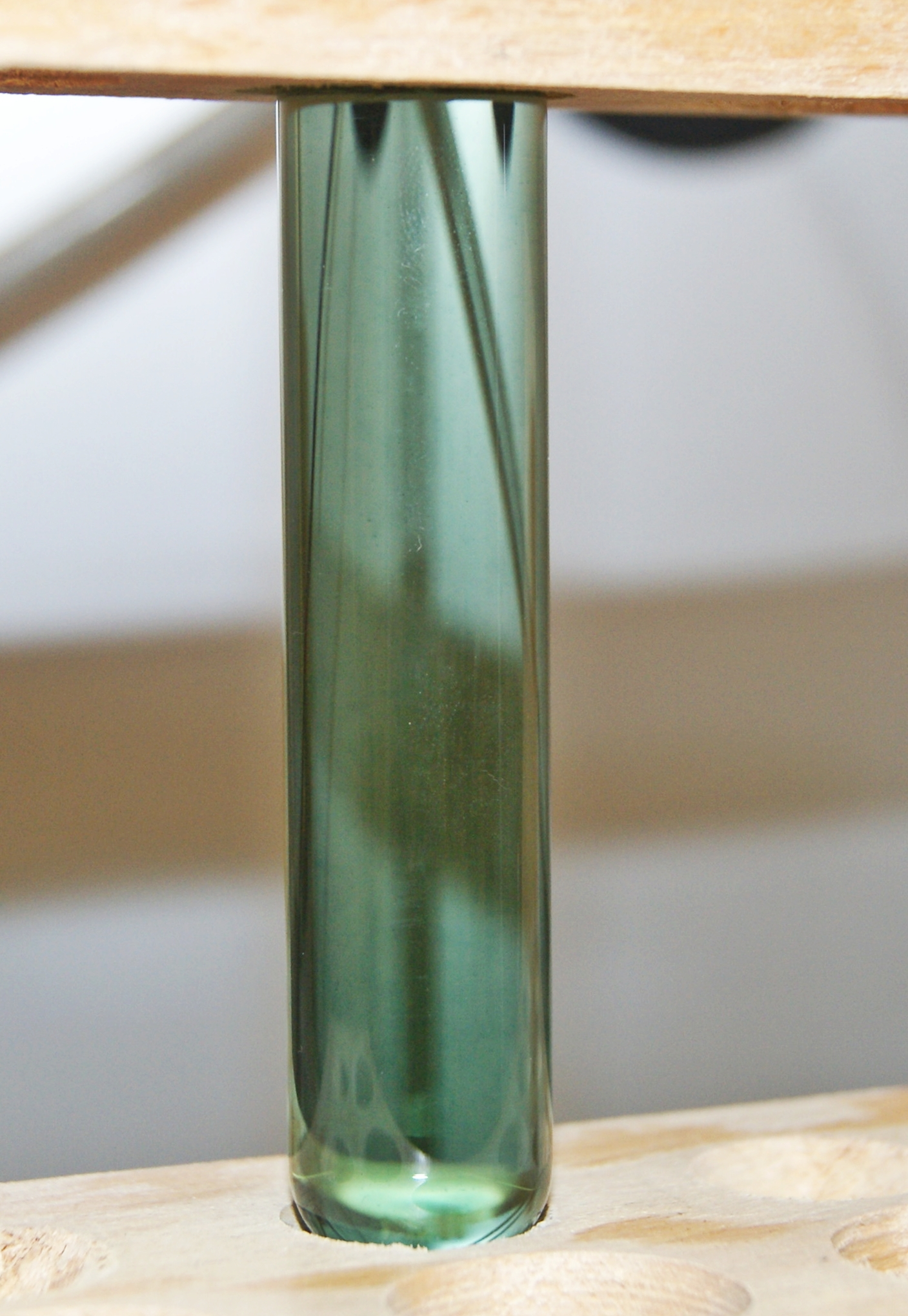
Ditizona en etanol al 96%